# شهاب‌سنگ اکندریت
شهاب‌سنگ اِکندریت (انگلیسی: Achondrite) به آن دسته از شهاب‌سنگ‌های سنگی گفته می‌شود که حاوی کندرول نیستند. این ماده از موادی شبیه به بازالت‌های زمینی یا سنگ‌های پلوتونیک تشکیل شده‌است و به دلیل ذوب شدن و تبلور مجدد روی اجسام اصلی شهاب‌سنگ یا درون آن، به میزان کمتر یا بیشتر، متمایز و دوباره پردازش شده‌است.
در نتیجه، آکندریت‌ها دارای بافت و کانی‌شناسی مشخصی هستند که نشان دهنده فرآیندهای آذرین است.
آکندریت‌ها به‌طور کلی حدود ۸ درصد از شهاب‌سنگ‌ها را تشکیل می‌دهند و بیشتر آن‌ها (حدود دو سوم) شهاب‌سنگ‌های HED هستند که احتمالاً از پوسته سیارک ۴ وستا منشأ می‌گیرند. 